# Kansas City Chiefs 1991
La stagione 1991 dei Kansas City Chiefs è stata la 22ª nella National Football League e la 32ª complessiva.
La squadra terminò con un record di 10-6 centrando la seconda qualificazione ai playoff consecutiva dell'era di Marty Schottenheimer. Nel primo turno contro i Los Angeles Raiders vinse la sua prima partita nella post-season dalla vittoria nel 1969 del Super Bowl IV. La settimana seguente i Chiefs furono eliminati dai Buffalo Bills.

## Roster
| Roster dei Kansas City Chiefs nel 1991 |
| --- |
| Quarterback - 17 Steve DeBerg - 13 Mark Vlasic Running Back - 38 Kimble Anders - 43 Bill Jones - 48 Todd McNair - 35 Christian Okoye - 21 James Saxon - 25 Troy Stradford PR - 22 Harvey Williams KR - 23 Barry Word Wide Receiver - 82 Tim Barnett - 88 J.J. Birden - 84 Willie Davis - 86 Emile Harry - 80 Fred Jones - 83 Stephone Paige - 81 Robb Thomas Tight End - 85 Jonathan Hayes - 89 Pete Holohan - 87 Troy Sadowski Offensive Linemen - 76 John Alt T - 77 Rich Baldinger T - 74 Derrick Graham G/T - 61 Tim Grunhard C - 72 Dave Lutz G - 79 Dave Szott G - 65 Frank Winters C/G Defensive Linemen - 99 Mike Bell DE - 98 Leonard Griffin DE - 63 Bill Maas DE - 97 Dan Saleaumua NT - 95 Tom Sims NT - 90 Neil Smith DE - 67 Pat Swoopes NT Linebacker - 56 Dino Hackett ILB - 57 Chris Martin OLB - 51 Lonnie Marts OLB - 55 Ervin Randle ILB - 52 Tracy Rogers ILB - 54 Tracy Simien ILB - 58 Derrick Thomas OLB Defensive Back - 40 Billy Bell CB - 34 Lloyd Burruss SS - 20 Deron Cherry FS - 39 Eric Everett CB - 29 Albert Lewis CB - 41 Anthony Parker CB - 24 J.C. Pearson CB - 45 Stan Petry CB - 27 Kevin Porter SS - 31 Kevin Ross - 46 Charles Washington FS Special Team - 4 Bryan Barker P - 8 Nick Lowery K |
| Legenda - I rookie sono in corsivo. - Il primo ruolo è il principale mentre gli eventuali successivi indicano i ruoli secondari. - (IR) sta per Injured Reserve ed indica la lista ristretta per un solo giocatore infortunato che può tornare ad allenarsi dopo la settimana 6 e a rientrare in prima squadra dopo che questa ha giocato 8 partite. - (NF-Inj.) / (NF-Ill.) stanno rispettivamente per Non-Football Injured e Non-Football Illness ed indicano le liste dove viene inserito un giocatore che ha un infortunio o una malattia non dipendente dal football americano. - (PUP) sta per Physically Unable to Perform ed indica la lista dove viene inserito un giocatore mentre è in attesa di recuperare la condizione fisica. Nella stagione regolare dopo la sesta partita giocata dalla propria squadra, il giocatore ha tempo tre settimane per riprendere ad allenarsi, più tre settimane aggiuntive dal suo rientro agli allenamenti per rientrare in prima squadra. |

## Calendario
| Stagione regolare |                    |                        |                    |                    |
| Turno             | Data               | Avversario             | Risultato          | Pubblico           |
| 1                 | 1º settembre 1991  | Atlanta Falcons        | V 14–3             | 74,246             |
| 2                 | 8 settembre 1991   | New Orleans Saints     | S 17–10            | 74,816             |
| 3                 | 16 settembre 1991  | at Houston Oilers      | S 17–7             | 61,058             |
| 4                 | 22 settembre 1991  | Seattle Seahawks       | V 20–13            | 71,789             |
| 5                 | 29 settembre 1991  | at San Diego Chargers  | V 14–13            | 44,907             |
| 6                 | 7 ottobre 1991     | Buffalo Bills          | V 33–6             | 76,120             |
| 7                 | 13 ottobre 1991    | Miami Dolphins         | V 42–7             | 76,021             |
| 8                 | 20 ottobre 1991    | at Denver Broncos      | S 19–16            | 75,866             |
| 9                 | 28 ottobre 1991    | Los Angeles Raiders    | V 24–21            | 77,111             |
| 10                | Settimana di pausa | Settimana di pausa     | Settimana di pausa | Settimana di pausa |
| 11                | 10 novembre 1991   | at Los Angeles Rams    | V 27–20            | 52,511             |
| 12                | 17 novembre 1991   | Denver Broncos         | S 24–20            | 74,661             |
| 13                | 24 novembre 1991   | at Cleveland Browns    | S 20–15            | 63,991             |
| 14                | 1º dicembre 1991   | at Seattle Seahawks    | V 19–6             | 57,248             |
| 15                | 8 dicembre 1991    | San Diego Chargers     | V 20–17            | 73,330             |
| 16                | 14 dicembre 1991   | at San Francisco 49ers | S 28–14            | 62,672             |
| 17                | 22 dicembre 1991   | at Los Angeles Raiders | V 27–21            | 65,144             |

### Playoff
| Playoff  |                  |                     |           |          |
| Turno    | Data             | Avversario          | Risultato | Pubblico |
| Wildcard | 28 dicembre 1991 | Los Angeles Raiders | V 10–6    | 75,827   |
| Division | 5 gennaio 1992   | at Buffalo Bills    | S 37–14   | 80,182   |

## Classifiche
| AFC West                |    |    |   |      |     |      |     |     |     |
|                         | V  | S  | P | %    | DIV | CONF | PF  | PS  | STR |
| (2) Denver Broncos      | 12 | 4  | 0 | .750 | 5–3 | 10–4 | 304 | 235 | V4  |
| (4) Kansas City Chiefs  | 10 | 6  | 0 | .625 | 6–2 | 8–4  | 316 | 252 | V1  |
| (5) Los Angeles Raiders | 9  | 7  | 0 | .563 | 5–3 | 7–5  | 298 | 297 | S3  |
| Seattle Seahawks        | 7  | 9  | 0 | .438 | 2–6 | 6–6  | 276 | 261 | V1  |
| San Diego Chargers      | 4  | 12 | 0 | .250 | 2–6 | 3–9  | 274 | 342 | S1  |